# Elisabeth Plainacher
Elisabeth Plainacher (ou Elsa Plainacher), née en 1513 et morte le 27 septembre 1583 est une sorcière autrichienne présumée. Elle est la seule personne exécutée pour sorcellerie dans la ville de Vienne,.

## Biographie
Les parents d'Elsa Plainacher exploitaient un moulin à Pielamund près du Danube. Elle a été mariée trois fois et a eu cinq enfants de deux mariages différents. À la mort de sa fille Margaret, elle est devenue la tutrice de ses quatre petits-enfants. Trois d'entre eux décédèrent rapidement, et une seule, Anna, est restée. Anna souffrait d'épilepsie, ce qui était considéré comme un signe du diable. Elsa était considérée comme responsable de la maladie d'Anna ainsi que de la mort de son mari et de trois autres petits-enfants. Elsa a été arrêtée et emmenée à Vienne, où son cas a été examiné par l'inquisiteur jésuite Georg Scherer. Pendant les interrogatoires, elle a tout avoué sous la torture. Elle a été jugée coupable et condamnée à être exécutée par le bûcher après avoir été traînée par un cheval depuis sa prison,. 

## Hommage
Une rue de Vienne (Elsa-Plainacher-Gasse) et une autre de Mank portent son nom,.